# Frigil capgrís
El frigil capgrís (Phrygilus gayi) és un ocell de la família dels tràupids (Thraupidae).

## Hàbitat i distribució
Habita camp obert, barrancs i penya-segats des dels Andes fins al nivell del mar al sud de Xile i oest i sud de l'Argentina, cap al sud fins a la Terra del Foc.